# Azja Południowa

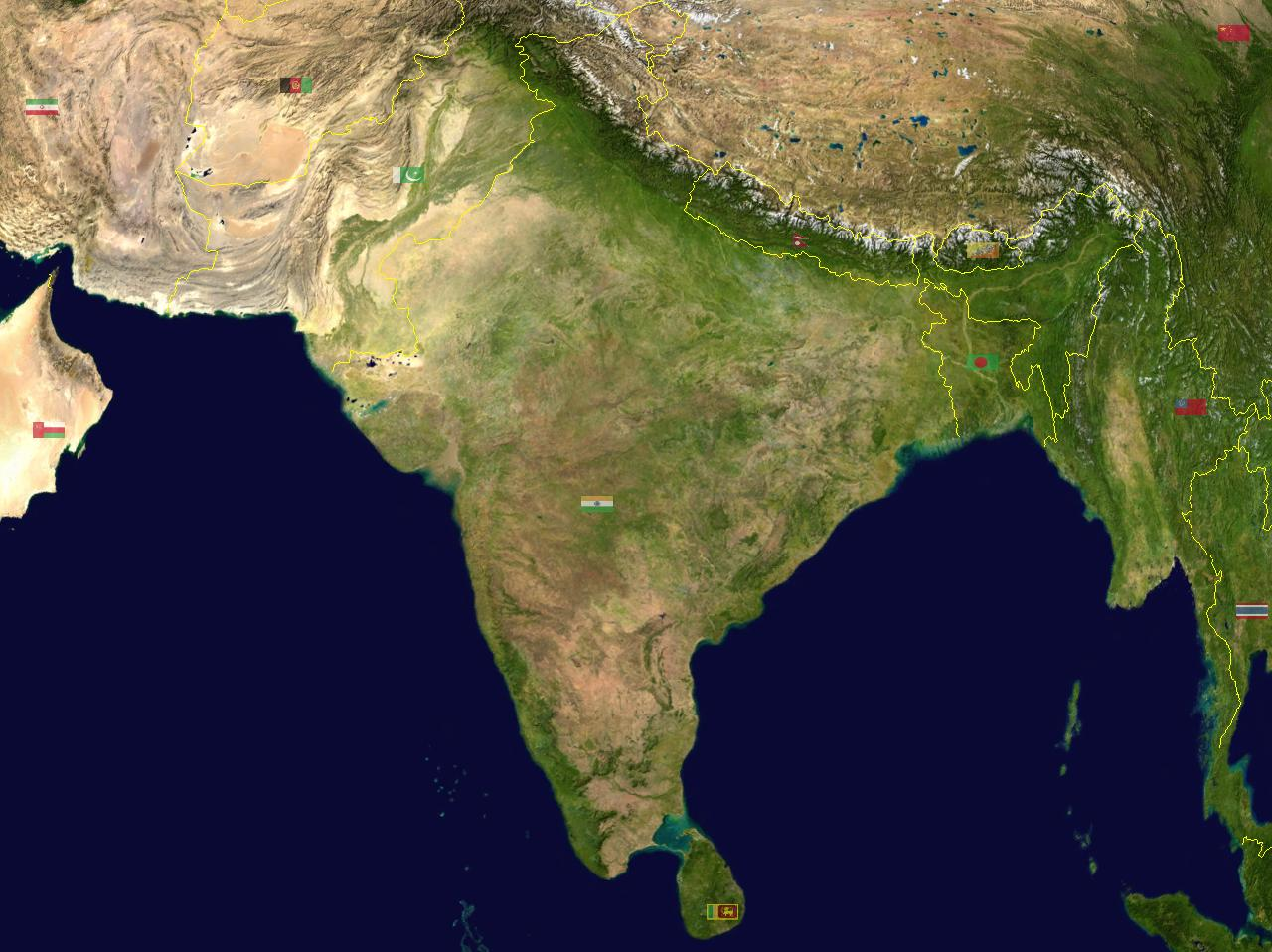
Zdjęcie satelitarne Azji Południowej z naniesionymi granicami państw

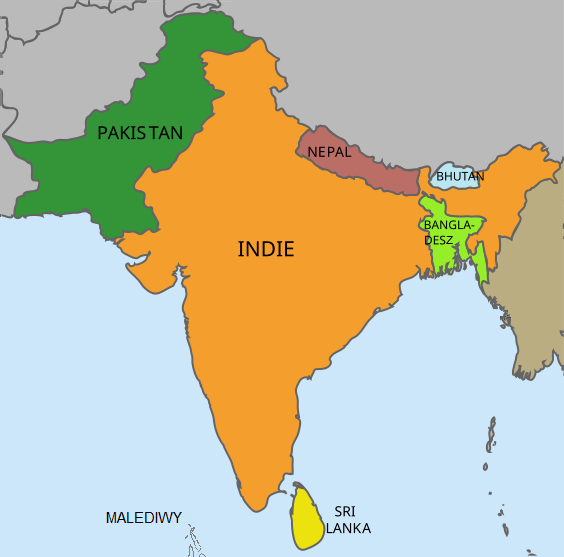
Mapa polityczna

Azja Południowa – region Azji obejmujący kraje subkontynentu indyjskiego na południe od Himalajów, czyli: Indie, Pakistan, Nepal, Bhutan, Bangladesz oraz wyspiarskie państwa Sri Lankę i Malediwy, zależnie od ujęcia również kraje położone bardziej na zachód (w Azji Zachodniej).

## Charakterystyka regionu
W 2015 liczba ludności Azji Południowej wynosiła 1,823 mld – około 24,8% ludności świata. Z tego 34,8% ludzi zamieszkiwało miasta.
Azja Południowa obejmuje Nizinę Hindustańską, położoną na półwyspie część Indii oraz Sri Lankę. Nizinę Hindustańską tworzą aluwialne niziny Indusu, Gangesu i Brahmaputry, biegnące równolegle do głównych łańcuchów Himalajów. Jest to obszar akumulacji dawnych osadów z dna morza, które zostały zepchnięte na teren niziny wskutek wypiętrzania się gór. W dorzeczu Gangesu i Brahmaputry utworzyły się żyzne tereny, podobnie jak w nawodnionych okolicach Indusu, natomiast obrzeża dorzecza Indusu spustynniały.
Przeciętna oczekiwana długość życia w tym rejonie w 2015 wynosiła 68,7 lat, zaś wskaźnik rozwoju społecznego 0,621 (drugi od końca, po Czarnej Afryce). W 2011 średnia piśmienność na terenie Azji Południowej oraz Iranu (uwzględniany jest wraz z Azją Południową w statystykach UNICEF) wynosiła 63% u dorosłych i 81% u młodzieży. W badanym okresie 2010–2015 umiarkowane lub poważne niedożywienie u dzieci poniżej 5. roku życia wynosiło 37,9%. Słaba opieka okołoporodowa w 2002 stanowiła główną przyczynę śmierci dzieci w wieku poniżej 5 lat; pozostałymi głównymi przyczynami była biegunka oraz infekcje dróg oddechowych.